# Lijst van gebeurtenissen tijdens de Tweede Wereldoorlog: Duitsland en bezet gebied
Dit is een Chronologische lijst van gebeurtenissen in nazi-Duitsland voor, tijdens en vlak na de Tweede Wereldoorlog.
Het betreft met name politieke gebeurtenissen, (oorlogen)verklaringen en besluiten in Duitsland en in bezet gebied onder nazi-gezag en diverse technische en maatschappelijke ontwikkelingen. Voor een chronologische lijst van militaire gebeurtenissen en besluiten mbt Duitse troepen wordt verwezen naar de gebeurtenissen aan diverse fronten. Voor een chronologische lijst van gebeurtenissen mbt Jodenvervolgingen en concentratiekampen wordt verwezen naar de betreffende lijst. Wraakacties naar aanleiding van aanslagen op Duitse personen en/of installaties worden wel in deze lijst opgenomen.
Opmerking: Bij het opzoeken van gebeurtenissen volgens datum gebeurt het soms dat de verschillende officiële bronnen elkaar tegenspreken over de datum. Nagenoeg steeds zijn deze verschillen zeer klein, meestal één dag verschil. De oorzaak hiervoor is te vinden in het feit dat bepaalde acties tijdens de nacht starten en nog doorlopen in de vroege uren van de volgende dag. Ook gebeurt het dat een auteur de situatie beschrijft wanneer de actie volledig afgelopen is Er is getracht in deze lijst zo veel mogelijk de exacte referentie van de datum aan te duiden via een omschrijving van wat er gebeurd is of bedoeld werd.

## 1939
24 januari
- Opdracht van Göring aan Heydrich, chef van de Sipo, voor de "Lösung der Judenfrage durch Auswanderung oder Evakuierung".
- Oprichting van de Reichszentrale für jüdische Auswanderung o.l.v. R. Heydrich in Duitsland.

30 januari
- Rede van Hitler voor de Reichstag. Hij verklaart dat de Joden in Europa in een komende oorlog vernietigd zullen worden.

13 februari 
- Uitbreiding van de dienstplicht in Duitsland: zij kan voor onbepaalde tijd worden opgelegd.

15 februari 
- Duitse verordening over de inzet van de vrouwelijke arbeidskrachten in het landbouwbedrijf en de huishouding.

14 april
- President Roosevelt (Verenigde Staten) verzoekt Adolf Hitler en Benito Mussolini om de agressie in Europa te stoppen.

28 april
- Adolf Hitler zegt het Duits-Brits vlootverdrag uit 1935 op en verbreekt het Duits-Pools niet-aanvalsverdrag uit 1934.

22 mei
- De Duitse minister van Buitenlandse Zaken Joachim von Ribbentrop en zijn Italiaanse ambtgenoot Galeazzo Ciano ondertekenen het staalpact. Het pact heeft een duur van tien jaar en omvat een alliantie tussen Italië en Duitsland bij internationale bedreigingen aan een van de leden; onmiddellijke hulp en ondersteuning aan de andere tijdens oorlog; er mag geen wapenstilstand ondertekend worden zonder de toestemming van de andere ondertekenaar en een samenwerking op economisch en militair vlak. Japan wordt uitgenodigd tot het pact toe te treden.

23 mei
- Hitler geeft de militaire leiding opdracht zich voor te bereiden op een oorlog met Polen.

31 mei
- Duitsland en Denemarken sluiten een niet-aanvalsverdrag.

3 juni
- De vrije stad Danzig, een stad onder het gezag van de NSDAP, beklaagt zich over het teveel aan Poolse werknemers in zijn douanedienst. Polen reageert scherp en lokt een vloedgolf van nazipropaganda uit.

20 juni
- Het eerste raketvliegtuig ter wereld, de Heinkel He 176, maakt in Duitsland zijn eerste proefvlucht.

11 augustus
- Adolf Hitler ontmoet Benito Mussolini te Salzburg. De bijeenkomst duurt tot 13 augustus.

24 augustus
- Roosevelt doet een beroep op Hitler om de vrede te bewaren.
- Ook paus Pius XII roept op tot vrede.

26 augustus
- Adolf Hitler garandeert de neutraliteit van België, Nederland, Luxemburg, Denemarken en Zwitserland.

28 augustus
- De eerste testvlucht van het straalvliegtuig, de Heinkel He 178.

1 september
- Het begin van de Tweede Wereldoorlog.
- Poolse Veldtocht, Duitsland valt Polen binnen.
- Hitler maakt bekend dat hij, indien hij mocht uitvallen, zal worden opgevolgd door Hermann Göring en dat de daarop volgende in de lijn van opvolging Rudolf Hess zal zijn.
- In Duitsland wordt een verbod van kracht op het luisteren naar buitenlandse radiozenders.
- Hitler voert het Euthanasiebevel in. Geesteszieken moeten in vijf speciale instellingen om het leven worden gebracht.

2 september
- Duitsland verklaart de Noorse neutraliteit te zullen eerbiedigen.

3 september
- Neville Chamberlain verklaart om 11.15 uur op de BBC-radio dat Groot-Brittannië in staat van oorlog is met Duitsland.
- Frankrijk verklaart Duitsland de oorlog om 17.00 uur.
- Brits-Indië verklaart de oorlog aan Duitsland.
- Australië verklaart de oorlog aan Duitsland.
- Nieuw-Zeeland verklaart de oorlog aan Duitsland.

4 september
- De belastingen in Duitsland stijgen met 50%.

7 september
- Zuid-Afrika verklaart de oorlog aan Duitsland.

9 september
- Canada verklaart de oorlog aan Duitsland.

11 september
- Irak breekt de relaties met Duitsland.
- De relaties tussen Saoedi-Arabië en Duitsland zijn bekoeld.

25 september
- Duitsland voert verdere rantsoeneringen in voor voedingsproducten; vlees: 600 gram per persoon per week, brood en meel: 2500 gram per persoon per week.

27 september
- Adolf Hitler informeert de bevelhebbers van de Heer, Luftwaffe en Kriegsmarine dat hij van plan is Duitsland kortelings het Westen te laten aanvallen.

6 oktober
- Adolf Hitler kondigt in de Rijksdag een vredesplan aan voor Frankrijk en Groot-Brittannië.

9 oktober
- Adolf Hitler vaardigt Führerdirectief Nº 6 uit, waarin hij het Westers offensief beschrijft. Bij het directief zit ook een memorandum waarin Hitler Groot-Brittannië en Frankrijk ervan beschuldigt dat ze Duitsland bewust zwak en verdeeld houden sinds de Vrede van Westfalen in 1648 en hij zegt dat de vernietiging van de Westerse overheersing nodig was om de uitbreiding van het Duitse volk mogelijk te maken. Hitler vraagt het OKH Fall Gelb uit te werken en zo snel mogelijk van start te laten gaan.

11 oktober
- Frankrijk verwerpt het vredesplan van Hitler via een radiotoespraak van premier Édouard Daladier.

12 oktober
- Groot-Brittannië verwerpt het vredesplan van Hitler.

8 november
- Een bom ontploft in de bierkelder Bürgerbräukeller te München, net nadat Adolf Hitler vertrokken is.

9 november
- De Engelse SIS-agenten Sigismund Payne-Best en Richard Stevens spreken een paar keer in de grensplaats Venlo af met Walter Schellenberg om - zoals de Engelsen denken - een coup te plegen op Hitler. Op 9 november vindt uiteindelijk het Venlo-incident plaats, wat Hitler een reden geeft om, een half jaar later, Nederland binnen te vallen.

## 1940
18 maart
- Adolf Hitler en Benito Mussolini ontmoeten elkaar aan de Brennerpas.

9 april
- Duitsland valt Noorwegen en Denemarken binnen.

10 mei
- Hitler valt België, Luxemburg, Nederland en Frankrijk binnen.

18 juni
- Hitler en Mussolini treffen elkaar in München.

16 juli
- Hitler publiceert Führer directieve Nº 16, waarin hij de richtlijnen voor de voorbereidingen tot een landingsoperatie tegen Engeland omschrijft. De directieve geeft aan dat de Luftwaffe het leeuwendeel van de verantwoordelijkheid krijgt met als doel om alle Britse tegenstand weg te ruimen vooraleer een landingsoperatie van start kan gaan.

19 juli
- Hitler kondigt in het Kroll-operagebouw aan dat twaalf generaals tot Generalfeldmarschall (Maarschalk) worden benoemd, de op een na hoogste militaire rang binnen de militaire titulatuur van het naziregime. Hiermee komt het totaal aantal Maarschalken in Duitsland op veertien. Voordien hadden Werner von Blomberg (20 april 1936) en Hermann Göring (4 februari 1938) deze militaire rang ontvangen. Volgende personen krijgen de promotie:

- De bevelhebbers van de drie Legergroepen: Fedor von Bock, Wilhelm Ritter von Leeb en Gerd von Rundstedt.
- Chef van het Opperbevel van de Duitse Strijdkrachten (Chef OKW): Wilhelm Keitel.
- De Opperbevelhebber van de Duitse landmacht (ObdH): Walther von Brauchitsch.
- De vier meest succesrijke generaals: Günther von Kluge, Erwin von Witzleben, Walther von Reichenau en Wilhelm List.
- Drie Luftwaffe-generaals: Albert Kesselring, Erhard Milch en Hugo Sperrle.
Opmerking: Hermann Göring wordt op deze dag ook gepromoveerd tot Rijksmaarschalk, de hoogste militaire rang in nazi-Duitsland - een titel die alleen aan Göring werd toegekend. Hij krijgt ook de onderscheiding Grootkruis van het IJzeren Kruis, een eer die voordien alleen vier Pruisische koningen te beurt viel.
1 augustus
- Adolf Hitler publiceert Führer directieve Nº 17, waarin hij de Luftwaffe beveelt om met alle middelen en in de kortst mogelijke tijd het Britse luchtruim te beheersen. De Duitse doelstellingen zijn volgens Hitler de ..Britse vliegtuigen, z'n grondinstallaties en z'n aanvoerlijnen.... maar ook de luchtvaartindustrie en de anti-vliegtuigfabrieken.

14 augustus
- De twaalf nieuwe maarschalken die Hitler op 19 juli 1940 had gepromoveerd krijgen hun militaire uniformonderscheidingen. Hij spreekt over de noodzaak om de Sovjet-Unie binnen te vallen omdat deze volgens Hitler te veel grondgebied inneemt en een dreiging vormt voor Duitsland.

27 augustus
- Hitler stuurt Schmundt, zijn persoonlijke adjudant, en Fritz Todt, bevelhebber van de oorlogsconstructies, uit naar Oost-Pruisen om een locatie te vinden voor z'n persoonlijk hoofdkwartier voor de geplande inval in de Sovjet-Unie. Ze zullen een locatie nabij Rastenburg vinden om de Wolfsschanze te bouwen.

23 oktober
- Hitler ontmoet generaal Francisco Franco in Hendaye.

24 oktober
- Hitler ontmoet maarschalk Pétain in Montoire-sur-le-Loir.

28 oktober
- Hitler en Mussolini hebben een onderhoud te Florence.

## 1941
14 januari
- Hitler ontmoet de Roemeense premier Ion Antonescu

10 mei
- Rudolf Hess vertrekt met een vliegtuig uit Duitsland naar Schotland.

11 mei
- Rudolf Hess landt in Schotland en wordt gevangengenomen.

12 mei
- Ontmoeting tussen Hitler en François Darlan in Berchtesgaden. De Duitsers mogen vanaf dat moment gebruikmaken van Syrische vliegvelden.

23 oktober
- De Gestapo arresteert de domproost van de Sint-Hedwigskathedraal in Berlijn, Bernhard Lichtenberg vanwege zijn vele protesten tegen de regering

11 december
- Duitsland, gevolgd door Italië, verklaart de oorlog aan de Verenigde Staten.

14 december
- Hitler geeft opdracht tot de bouw van de Atlantikwall.

19 december
- Adolf Hitler ontslaat Von Brauchitsch, opperbevelhebber van het Duitse leger, en neemt zelf de leiding op zich.

## 1942
8 februari
- Fritz Todt, Rijksminister voor bewapening en munitie in het naziregime komt om het leven bij een vliegtuigongeluk nabij het Duitse hoofdkwartier Wolfsschanze (Rastenburg). Hij wordt opgevolgd door Albert Speer.

27 mei
- Aanslag op Reinhard Heydrich.

4 juni
- Reinhard Heydrich overlijdt aan zijn verwondingen.

10 juni
- Als represailles voor de aanslag op Heydrich wordt het dorp Lidice uitgemoord.

22 juni
- Erwin Rommel wordt gepromoveerd tot veldmaarschalk en wordt hij op vijftigjarige leeftijd de jongste Duitse veldmaarschalk ooit.

22 augustus
- Brazilië verklaart Duitsland en Italië de oorlog.

18 oktober
- Hitler vaardigt het Kommandobefehl uit - gevangengenomen commando's en paracommando's moeten ter plekke geëxecuteerd worden.

## 1943
20 januari
- Chili breekt met de as-mogendheden.

28 januari
- Mobilisatie van alle Duitse mannen van zestien tot vijfenzestig jaar.

30 januari
- Op de herdenkingsdag van Hitlers machtsovername bombardeert de RAF Berlijn. Himmler en Göring moeten tijdens het gebeuren hun redevoeringen onderbreken en een schuilkelder in vluchten.

31 januari
- Admiraal Dönitz bevorderd tot opperbevelhebber van de Duitse vloot.

26 juni
- Generaal-Kommisar Fritz Schmidt dood bij een val uit een Franse trein.

24 augustus
- Himmler, Reichsführer-SS en Gestapo-leider, wordt ook minister van Binnenlandse Zaken.

28 november
- Conferentie van Teheran. Churchill, Stalin en Roosevelt komen voor het eerst samen.

29 november
- Colombia verklaart de oorlog aan de as-mogendheden.

## 1944
20 juli
- Er wordt een aanslag op Hitler gepleegd in zijn hoofdkwartier Wolfsschanze nabij Rastenburg. De aanslag mislukte. Enkele stafofficieren kwamen om het leven, maar Hitler raakte slechts lichtgewond.

14 oktober
- Maarschalk Rommel wordt tot zelfmoord gedwongen wegens verdenking van betrokkenheid bij de aanslag op Hitler op 20 juli.

18 oktober
- Algemene volksbewapening van Duitsland.

## 1945
28 april
- Himmler doet een vergeefse poging met de Britten en Amerikanen over vrede te onderhandelen. Hij wilde na de vrede met westerse geallieerden de oorlog gezamenlijk voortzetten tegen de Sovjet-Unie.

30 april
- Adolf Hitler pleegt om 15h30 samen met Eva Braun, met wie hij een paar uur eerder trouwde, zelfmoord in zijn bunker. Hij overlijdt na inname van een gif en door vervolgens een kogel in zijn hoofd te schieten. Getrouwen overgieten hun lijken met benzine en steken ze in brand.

1 mei
- Joseph Goebbels, de nieuwe Duitse rijkskanselier, pleegt zelfmoord.
- Admiraal Karl Dönitz aanvaardt het ambt van Rijkspresident van Duitsland als opvolger van Adolf Hitler.
- Wilhelm Burgdorf en Hans Krebs plegen zelfmoord.

2 mei
- Berlijn in zijn geheel veroverd door het Rode Leger.

7 mei
- Algemene capitulatie van de Duitse strijdkrachten getekend door generaal Jodl te Reims op het hoofdkwartier van Eisenhower.

8 mei
- Definitieve overeenkomst van de capitulatie van alle Duitse troepen wordt in Berlijn getekend door veldmaarschalk Keitel (Duitsland), Zjoekov (Sovjet-Unie), Spaatz (VS), Tedder (Groot-Brittannië) en de Lattre (Frankrijk). Hiermee is de onvoorwaardelijke overgave van Duitsland een feit.
- Einde van de Tweede Wereldoorlog in Europa.

23 mei
- De Britse autoriteiten in Noord-Duitsland arresteren de regering-Dönitz. Onder de gevangenen bevinden zich: admiraal Karl Dönitz, veldmaarschalk Wilhelm Keitel, rijksminister Albert Speer, Alfred Jodl en Alfred Rosenberg.
- Heinrich Himmler, die al op 20 mei was gearresteerd, maakt zich bekend en pleegt daarna zelfmoord.
- De prominente NSDAP-er Julius Streicher wordt, ondanks zijn vermomming als kunstenaar, herkend en gearresteerd.